# Dmitri Vornișel
Dmitri Vornișel (2 febbraio 1990) è un calciatore moldavo, attaccante del Saksan.

## Carriera

### Club
Ha giocato nella prima divisione moldava.

### Nazionale
Con la nazionale Under-21 ha giocato 9 partite di qualificazione agli Europei di categoria.